# Epitaph für Johanna Eva von Martinitz

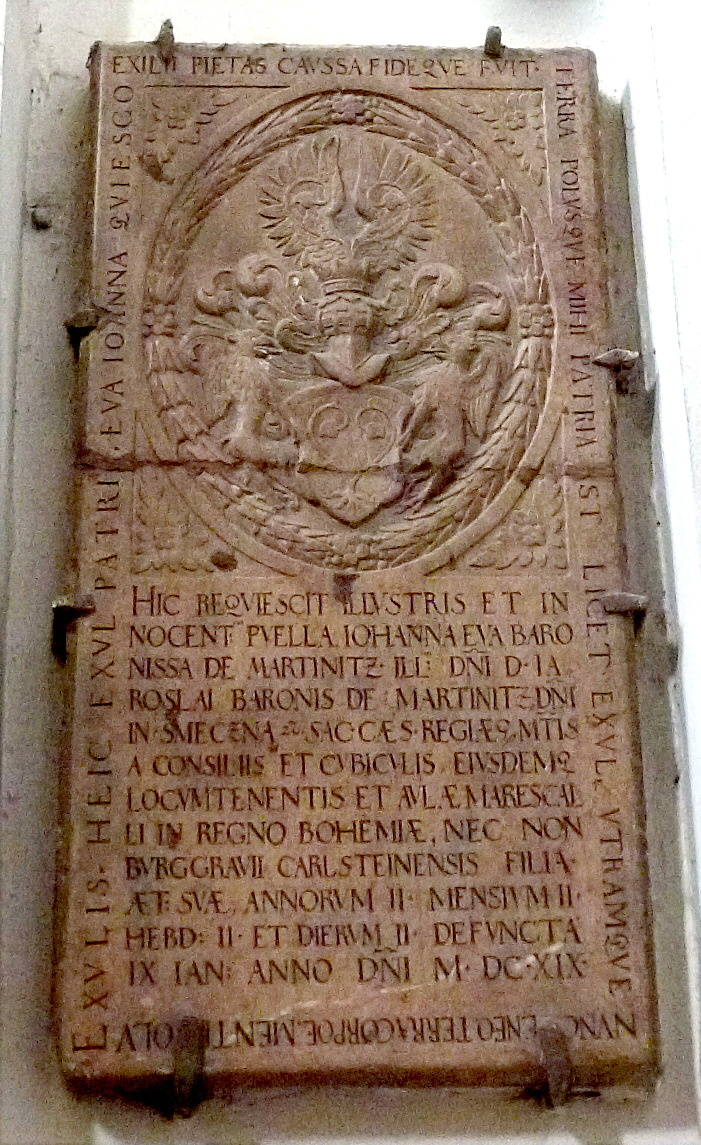
München, St. Peter, Epitaph für Johanna Eva, Töchterchen des Jaroslav Borsita von Martinic, Rotmarmor 104 × 55 cm, 17. Jahrhundert

Das Epitaph für Johanna Eva von Martinitz befindet sich in der ältesten Münchner Pfarrkirche St. Peter an der Wand hinter dem linken Chorpfeiler. Vom Hauptschiff aus ist es nicht einsehbar.
Johanna Eva von Martinitz (* 1616 in Böhmen; † 9. Januar 1619 in München) war eine Angehörige des Adelsgeschlechtes Martinic.

## Beschreibung
Familienwappen und Grabinschrift, eingerahmt von einem umlaufenden Schriftband, sind in rotmarmornen Stein gemeißelt.

## Inschriften
Im Rahmentext, einem Epigramm in zwei elegischen Distichen, spricht die kleine Baronesse selbst in der ersten Person.
EXVLIS HEIC EXVL PATRI[S] EVA IOANNA QVIESCO

     EXILII PIETAS CAVSSA FIDE‹S› QVE FVIT

TERRA POLVSQVE MIHI PATRIA EST LICET EXVL VTRAMQVE

     NVNC TENEO TERRA(M) CORPO‹R›E MENTE POLV(M)

Hier ruhe ich, Eva Johanna, Flüchtling wie mein Vater.

Grund unseres Exils war der fromme Glaube.

Meine Heimat sind nun Erde und Himmel. Obgleich heimatlos geworden,

habe ich jetzt eine doppelte, die Erde mit dem Leib, mit der Seele den Himmel.
Der in lateinischer Prosa verfasste Hauptteil der Inschrift bezieht sich zu gleichen Teilen auf das verstorbene Kind und den Vater. So ist zu lesen, dass das Mädchen bereits im zarten Alter von nur zwei Jahren, zwei Monaten, zwei Wochen und zwei Tagen verstorben ist. Als Todesdatum ist der 9. Januar 1619 festgehalten, ihr Geburtsdatum dürfte also der 24. Oktober 1616 gewesen sein. 
Johanna Eva von Martinitz entstammte dem böhmischen Adelsgeschlecht Martinic. Ihre Eltern waren der königliche Statthalter des Kaisers Ferdinand II. Jaroslav Borsita von Martinic und dessen erste Frau Maria Eusebia von Sternberg (Marie Eusebie ze Šternberka; * 1584; † 3. April 1634).
Ihr Vater wurde am 23. Mai 1618 zusammen mit seinem Statthalterkollegen Wilhelm Slavata und dem Sekretär der königlichen Kanzlei Philipp Fabricius von Vertretern der protestantischen Aufständischen aus einem Fenster der Prager Burg in den Burggraben geworfen und floh dann mit seiner Familie nach München, wo er Schutz beim bayerischen Herzog Maximilian I., dem Begründer der Katholischen Liga, suchte. Wenige Monate nach ihrem Eintreffen in München traf die Familie Johanna Evas Tod.

## Wappen
Auch das Wappen, das in einem von Lorbeer umkränzten Oval die obere Hälfte der Grabplatte einnimmt, verweist auf die Zugehörigkeit des Mädchens zur Familie von Martinic/Martinitz. Es ist ein von zwei Greifen getragener Schild mit zwei gegeneinander gebogenen Stängeln, die aus einem Wurzelstock wachsen und in zwei herzförmigen Seeblättern enden. Die Helmzier im Oberwappen ist ebenso mit Seeblättern belegt.

## Bedeutung
Das Epitaph erinnert an das kurze Leben des Töchterchens, tröstet mit dem christlichen Gedanken in den Worten des Kindes, dass sein absurdes Schicksal im Leben im Tod Gewinn sei, vor allem ist es jedoch Ausdruck leidvoller Betroffenheit von Flucht und Exil im beginnenden Dreißigjährigen Krieg, ein Dokument in Stein von Zeitzeugen europäischer Geschichte im 17. Jahrhundert.